# Agrotis cordata
Agrotis cordata är en fjärilsart som beskrevs av Walker 1857. Agrotis cordata ingår i släktet Agrotis och familjen nattflyn. Inga underarter finns listade i Catalogue of Life.